# Schwarzburg-Rudolstadt
Schwarzburg-Rudolstadt je bila mala povijesna država u današnjoj Tirinigiji, Njemačka, s glavnim gradom Rudolstadtom. 
Schwarzburg-Rudolstadt je osnovana 1599. u tijeku preseljenja Schwarzburških dinastičkih zemalja. Od 11. stoljeća, rodovsko sjedište grofovske obitelj bila je u dvorcu Schwarzburg, iako nakon 1340., za većinu svog postojanja kao državaglavni grad je bio Rudolstadt. Godine 1583. grof Günther XLI od Schwarzburga, najstariji sin Günthera XL Richa i vladara nad ujedinjenim Schwarzburg zemljama je umro bez nasljednika. Naslijedila su ga njegova mlađa braća, pri čemu je Albert VII primio područje oko Rudolstadta. Nakon što im je brat grof Vilim Schwarzburg-Frankenhausen umro godine 1597., preživjela braća Albert VII. i Ivan Günther I. ustanovili sami dvije grofovije Schwarzburg-Rudolstadt i Schwarzburg-Sondershausen godine 1599. ugovorom uz Stadtilma.
Albertovi potomci vladali su kao suvereni grofovi Svetog Rimskog Carstva. Grof Albert Anton (1662. – 1710.) bio je uzdignut na rang princa od strane cara Leopolda I. Habsburškog, iako je ipak tek njegov sin Louis Frederick sam (1710. – 1718.) bio prvi koji je ponio kneževski naslov, pri čemu je Schwarzburg-Rudolstadt godine 1711. je postao kneževina pod istim entitetom. Preživjelo je medijaciju i nakon raspada carstva pridružilo Rajnskoj konfederaciju godine 1807. i njemačkoj konfederaciji godine 1815.
Dana 23. studenog 1918., u vrijeme njemačke revolucije 1918. – 1919. i pada svih njemačkih monarhija, princ Günther Victor je bio zadnji koji je odstupio. Bivša kneževina postala je godine 1919. "slobodna država", koja je spojena u novu države Tiringiju u sljedećoj godini. Godine 1905. Schwarzburg-Rudolstadt je imao površinu od 940 km2 i 97.000 stanovnika.